# Umierający dandys (powieść)

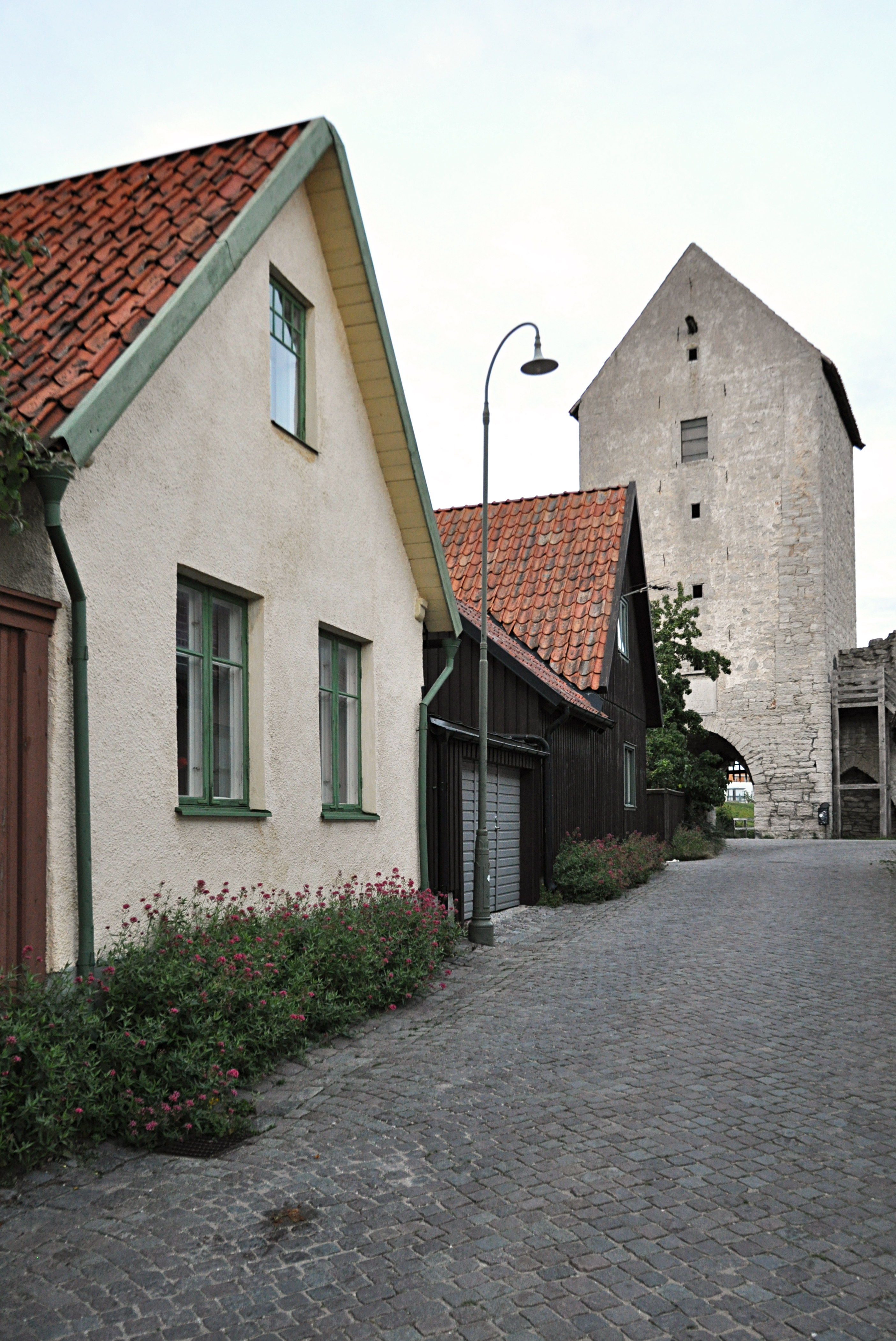
Brama Dalmansporten w Visby – na jej kracie znaleziono wisielca

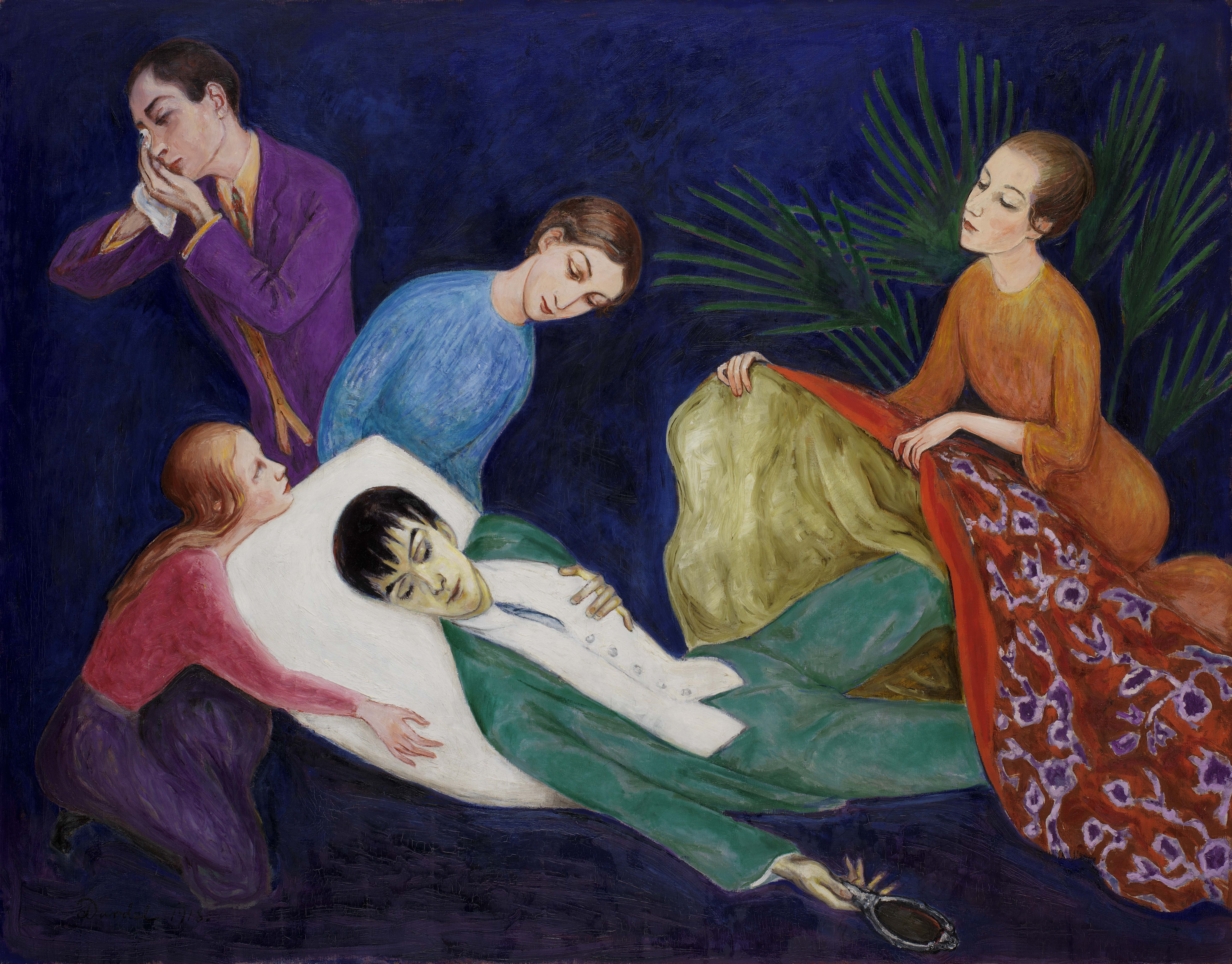
Skradziony obraz – Umierający dandys

Umierający dandys (szw. Den döende dandyn) – powieść kryminalna szwedzkiej pisarki Mari Jungstedt, opublikowana w 2006, a w Polsce w 2011 w tłumaczeniu Magdaleny Landowskiej.

## Treść
Jest czwartą powieścią cyklu, w którym występuje detektyw Anders Knutas, komisarz policji z Visby na szwedzkiej wyspie – Gotlandii. Pomaga mu energiczna Karin Jacobsson. W tej części akcja rozgrywa się jesienią. Na bramie miejskiej Dalmansporten w Visby odnalezione zostają powieszone na kracie zwłoki lokalnego właściciela galerii sztuki – Egona Wallina. Wcześniej odbył się w jego galerii wernisaż wystawy litewskiego twórcy młodego pokolenia - Mattisa Kalvalisa, w którym uczestniczył konkurent Wallina ze Sztokholmu - Sixten Dahl. Podczas uroczystości ginie mało znacząca figurka - rzeźba Tęsknota Anny Petrus wykonana z gotlandzkiego wapienia. Nieco później nieznany osobnik kradnie z muzeum Waldemarsudde w Sztokholmie obraz Umierający dandys autorstwa Nilsa Dardela podrzucając w sąsiedztwie pustej ramy skradzioną wcześniej w Visby rzeźbę Tęsknota. Śledztwo prowadzone przez Knutasa wkracza w kręgi handlarzy sztuką, przemytników dzieł sztuki, a także w środowiska homoseksualne. Opisany jest m.in. sztokholmski dom aukcyjny Bukowskis (Bukowski Auktioner Aktiebolag), założony przez polskiego imigranta – Henryka Bukowskiego.
Równolegle kontynuowany jest skomplikowany wątek miłosny (zapoczątkowany w pierwszej części - Niewidzialny) pomiędzy Johanem Bergiem (reporterem szwedzkiej telewizji) a Emmą Winarve (nauczycielką z Romy). Ich dziecko ma osiem miesięcy. Emma postanawia wziąć ślub z Johanem.
Karin Jacobson otrzymuje propozycję pracy w Centralnym Biurze Śledczym w Sztokholmie, ale na prośbę Knutasa pozostaje, awansując na stanowisko jego zastępcy, co wywołuje mieszane reakcje zespołu śledczego.
Na podstawie cyklu powstał serial telewizji niemieckiej.